# Нью-Маркет (Міннесота)
Нью-Маркет (англ. New Market) — місто в окрузі Скотт, штат Міннесота, США. Розташоване на площі 1,6 км² (1,6 км² — суходіл, водойм нема), згідно з переписом 2002 року у місті проживають 332 особи. Густота населення становить 203,6 осіб/км².